# Uniwersytet w Pizie
Uniwersytet w Pizie (wł. Università di Pisa) – jeden z najstarszych i jeden z najsłynniejszych włoskich uniwersytetów. Zlokalizowany jest w Pizie (Toskania). Obecnie wraz z dwoma innymi uczelniami wchodzi w skład grupy pizańskich szkół wyższych (wł: Sistema Universitario Pisano). Uczy się tu prawie 52 tys. studentów. Co roku mury uczelni opuszcza ponad 11 tys. absolwentów. Kierunkiem, którego absolwenci Uniwersytetu w Pizie osiągają najwyższy światowy poziom jest w chwili obecnej przede wszystkim informatyka.
Na terenie uczelni znajduje się najstarszy w Europie
akademicki ogród botaniczny.

## Historia
Początki Uniwersytetu w Pizie sięgają XI w., chociaż formalnie został powołany do życia dopiero 3 września 1343 r. edyktem papieża Klemensa VI. Początkowo funkcjonowały 4 wydziały: teologii, prawa cywilnego, prawa kanonicznego i medycyny. W roku 1403 został zamknięty po zajęciu Pizy przez Florencję. Działalność podjął dopiero w roku 1473, dzięki decyzji władcy Florencji Wawrzyńca Wspaniałego. Najsłynniejszym absolwentem Uniwersytetu był Galileusz, który również tu wykładał jako profesor matematyki od roku 1589.

### Absolwenci
- Z tym tematem związana jest kategoria: Absolwenci i studenci Uniwersytetu w Pizie.

- Galileusz
- Andrea Bocelli – śpiewak
- Bonaventura Cavalieri – matematyk i astronom
- Enrico Fermi – fizyk
- Klemens XII – papież
- Carlo Rubbia – fizyk
- Vito Volterra – matematyk